# Гутьеррес, Кевин
Ке́вин Ра́ссел Гутье́ррес Гонса́лес (исп. Kevin Russel Gutiérrez González; родился 1 марта 1995 года в Тустла-Гутьеррес, Мексика) — мексиканский футболист, защитник клуба «Хуарес».

## Клубная карьера
Гутьеррес начал профессиональную карьеру в клубе «Чьяпас». 21 июля 2012 года в матче против УАНЛ Тигрес он дебютировал в мексиканской Примере. По окончании сезона Кевин перешёл в «Керетаро». 25 апреля 2015 года в матче против УАНЛ Тигрес он дебютировал за новую команду. В этом же поединке Гутьеррес забил свой первый гол за «Керетаро». В этом же сезоне он помог клубу выйти в финал турнира и завоевать серебряные медали чемпионата. В начале 2016 года Кевин на правах аренды перешёл в «Тихуану». 6 февраля в матче против «Крус Асуль» он дебютировал за новую команду. 13 марта в поединке против своего бывшего клуба «Чьяпас» Гутьеррес забил свой первый гол за «Тихуану».

## Международная карьера
В 2015 году Гутьеррес был включён в заявку молодёжной сборной Мексики на участие в Молодёжном кубке КОНКАКАФ на Ямайке. На турнире он сыграл в матчах против молодёжных команд Кубы, Канады, Гондураса, Сальвадора и Панамы. По итогам соревнований Кевин стал их победителем.
Летом того же года Гутьеррес принял участие в молодёжном чемпионате мира в Новой Зеландии. На турнире он сыграл в матчах против Уругвая, Сербии и Мали. В поединке против уругвайцев Кевин забил гол.

## Достижения
Международные
 Мексика (до 20)
- Молодёжный кубок КОНКАКАФ — 2015